# Неказаниці
Неказаниці (пол. Niekazanice, нім. Osterwitz) — село в Польщі, у гміні Браниці Ґлубчицького повіту Опольського воєводства.
Населення — 137 осіб (2011).

## Демографія
Демографічна структура станом на 31 березня 2011 року:
|          | Загалом | Допрацездатний вік | Працездатний вік | Постпрацездатний вік |
| -------- | ------- | ------------------ | ---------------- | -------------------- |
| Чоловіки | 71      | 13                 | 49               | 9                    |
| Жінки    | 66      | 16                 | 36               | 14                   |
| Разом    | 137     | 29                 | 85               | 23                   |